# Arkitekturskolans byggnad, Östermalmsgatan

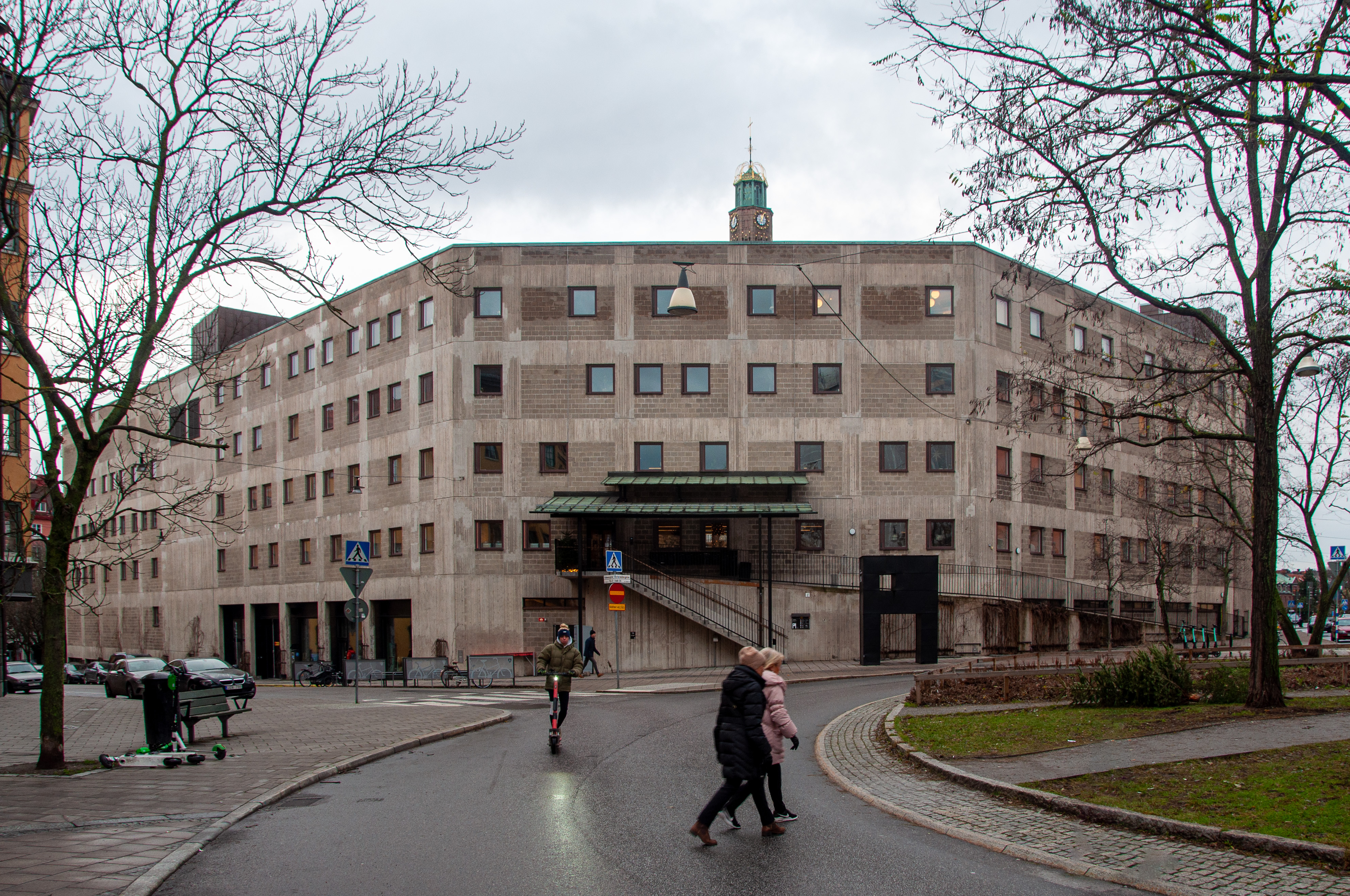
Arkitekturskolans byggnad 2021, östra fasaden mot Danderydsplan.

För den nuvarande Arkitekturskolan: se Arkitekturskolans byggnad.
Arkitekturskolans byggnad på Östermalmsgatan vid Danderydsplan i Stockholms innerstad är en brutalistisk betongbyggnad uppförd 1967-1969 för Arkitekturskolan KTH efter ritningar av sedermera stadsarkitekten i Stockholm Gunnar Henriksson i nära samarbete med den konstnärliga medarbetaren John Olsson. På tomten fanns tidigare Östermalmsfängelset. Byggnaden drabbades av en stor brand den 4 maj 2011 som bland annat förstörde skolans aula och verkstäder. Akademiska Hus, som ägde fastigheten, beslöt i januari 2015 att bevara byggnaden och omvandla den till en kreativ mötesplats, med restauranger, innovationsföretag och möten mellan näringsliv och akademi . Samma år flyttade skolan till den nya Arkitekturskolans byggnad på KTH:s institutionsområde vid Valhallavägen.
Efter genomförd renovering såldes byggnaden hösten 2019 till ett privat fastighetsbolag.

## Byggnad

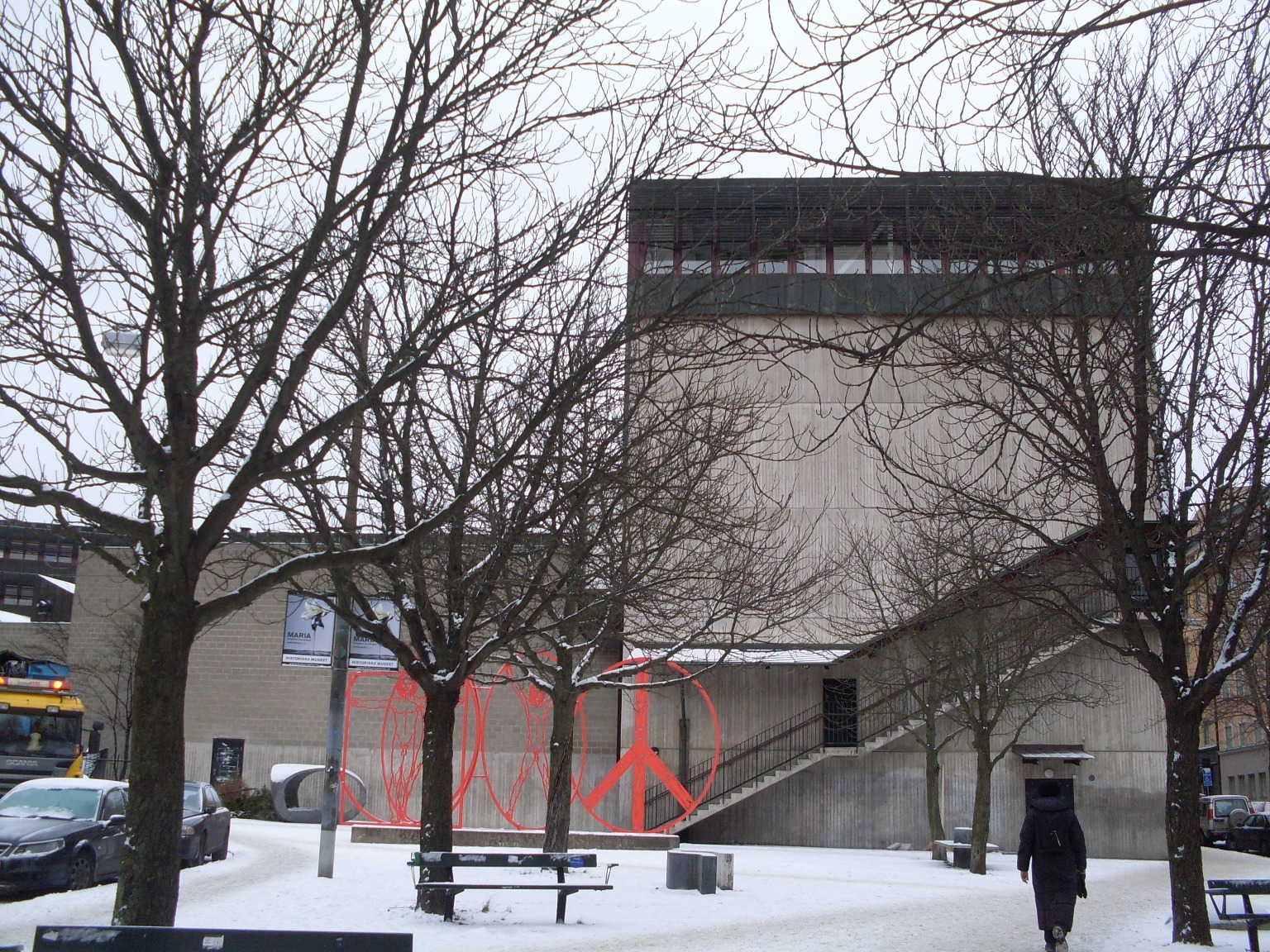
Fasad mot Karlavägen, 2009.

Huset bärs upp av betongskivor där mellanrummen är uppförda med betonghålsten. Det är också det som syns i fasaden. Gunnar Henrikssons byggnad återspeglar en reducerad arkitektur i brutalismens tecken. Fasaden mot norr är öppen och utförd i koppar, glas och trä. Mot tre sidor omslutar en högdel skolans ateljéer och ritsalar som är inrymda i lågdelen mot Engelbrektskyrkan. Ritsalarna fungerar även som korridorer. Enligt arkitekturhistorikern Olof Hultin är interiören och studiemiljön "asketisk, för att inte säga torftig".
I slutrapporten från Mejan Arc/Restaurerings konst, Kungliga Konsthögskolan 2013 presenteras Arkitekturskolan som ett av tidens mest genomarbetade byggnadsverk, konsekvent utfört enligt sin tids arkitektoniska ideal med en självklar plats i den svenska arkitekturhistorien. Byggnaden sägs även ha ett stort samhällshistoriskt värde då den återspeglar det rådande samhällsklimatet vid tiden, såsom arkitektutbildningens förändrade fokus från empiriska studier till sociala frågor. Det har föreslagits att byggnaden ska omvandlas till ett nytt Arkitekturmuseum .
Akademiska Hus, som ägde fastigheten, beslöt i januari 2015 att byggnaden ska bevaras och omvandlas till en kreativ mötesplats, med restauranger, innovationsföretag och möten mellan näringsliv och akademi..

## Branden 2011

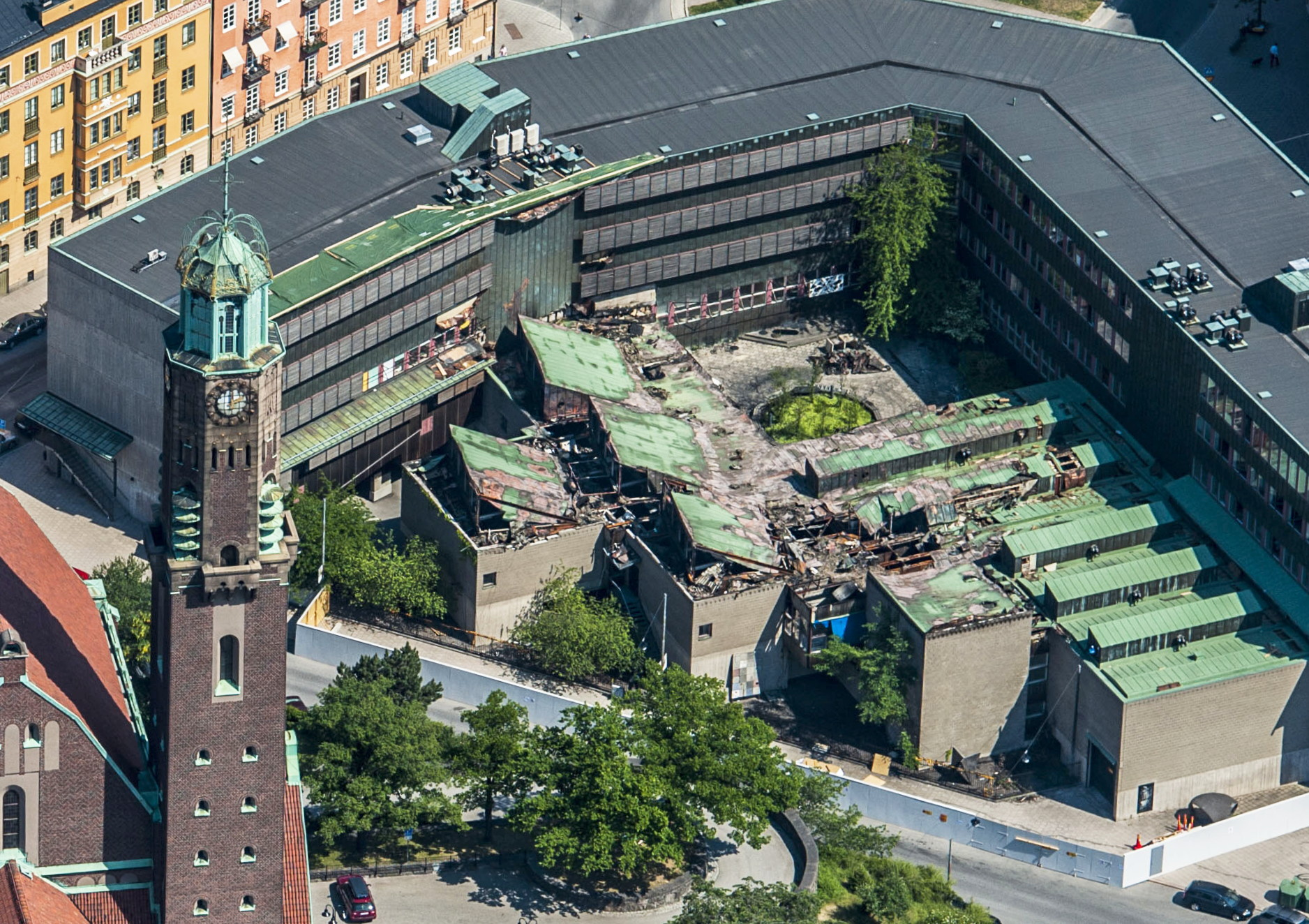
Brandplatsen från luften i juni 2022.

På morgonen den 4 maj 2011 utbröt en stor brand i byggnadens lågdel mot Uggelviksgatan. Bland annat aulan totalförstördes.
Det rörde sig om en av de största bränderna i Stockholm på många år. Branden var svårsläckt på grund av de stora utrymmen och att det saknades naturliga brandväggar. Även beklädnaden av kopparplåt på väggar och tak gjorde det svårare att släcka.
Räddningstjänsten lyckades förhindra att branden spred sig till byggnadens högdel, som är intakt, däremot är det möjligt att byggnadens lågdel behöver rivas. Om den skall återställas till ursprungligt skick eller ges en ny form är för närvarande ovisst. I december 2014 var brandplatsen städat och delvis skyddat av ett provisoriskt tak, men den skadade husdelen är inte återuppbyggd. Högdelens plåtfasad var återställd, inga beslut i övrigt är fattade av ägaren Akademiska Hus. Eftersom Arkitekturskolan planerade att flytta till nya lokaler till år 2013 har därför frågan om byggnadens framtid påskyndats.
I byggnadens lågdel fanns utöver aulan även verkstäder där modeller byggdes och förvarades, dessa totalförstördes genom branden.

## Kulturhistoriskt skydd
I oktober 2011 har Stockholms stadsmuseum blåmärkt byggnaden, vilket ger den ett starkt skydd mot rivning och förvanskning. Byggnadsantikvariens motiveringar var bland annat: "Eftersom Arkitekturskolan väckt så mycket engagemang och känslor ända sedan den byggdes har huset stort kulturhistoriskt värde." - "Huset är ett uttryck för ett sökande efter ett slags urarkitektur som är äkta utan så mycket färg och påklistrade detaljer."

## Kritik mot byggnaden
År 2008 utsågs byggnaden till Stockholms fulaste byggnad. År 2020 vann skolhuset dessutom titeln "Sveriges fulaste byggnad genom alla tider" i en omröstning anordnad av föreningen Arkitekturupproret. Arkitekten och stadsplaneraren Jerker Söderlind, som själv gått på skolan, beskrev byggnaden som "en grå, trist fasad som ser ut som en försvarsanläggning".   Stadsantikvarie Fredrik Linder menade däremot att byggnaden har kulturhistoriskt värde oavsett om den anses vacker eller ful av allmänheten. 
Priset för vinsten blev ett rivningsstipendium, och Arkitekturupprorets ordförande Sigvald Freylander uttalade att föreningen är beredda att samla ihop pengar för att sponsra rivning av byggnaden.